# Arnold E. Weber
Arnold E. Weber (* 20. Dezember 1897 in Düsseldorf; † 18. Mai 1955) war ein deutscher Manager.

## Leben
Weber wurde 1897 in Ratingen bei Düsseldorf geboren und begann nach Ende des Ersten Weltkrieges sein Landwirtschaftsstudium, wechselte aber an die Universität Köln, um Wirtschaftswissenschaften zu studieren. Dort promovierte er beim Privatdozenten Erwin Geldmacher mit Die Vorkalkulation in der Landwirtschaft. Anschließend wurde er Assistent von Eugen Schmalenbach in Köln. Allerdings interessierte ihn die wissenschaftliche Arbeit weniger, sodass er die Universität verließ. Er wurde Mitarbeiter der Wirtschaftsberater Deutscher Städte AG. 1934 wurde er in der Papierfabrik Kübler und Niethammer in Kriebstein/Sachsen kaufmännischer Direktor. 1945 wurde er von der sowjetischen Armee gefangen genommen, ins Kriegsgefangenenlager Tscherepowez überführt und kam erst 1948 wieder nach Deutschland zurück. Sein Arbeitsbereich in Sachsen war ihm versperrt, die Fabrik enteignet. Bereits ein Jahr später übernahm er, nach kurzer Tätigkeit in einer süddeutschen Papierfabrik, am 1. Juli 1949 als Vorstand die Leitung der Rheinischen Strohzellstoff AG in Rheindürkheim, die er nach dem Krieg wieder aufbaute, erfolgreich führte und für die er internationale Kooperationen schuf.
Weber war Mitbegründer der Schmalenbachgesellschaft zur Förderung der betriebswissenschaftlichen Forschung und Praxis. Er führte dort als Leiter den Arbeitskreis „Einkauf im Industriebetrieb“.

## Publikationen
- Die Vorkalkulation in der Landwirtschaft, (Promotion) in ZfhF 1924 S. 289–334

### Schriften des Arbeitskreises
Der Arbeitskreis Einkauf im Industriebetrieb der Schmalenbachgesellschaft wurde von Weber geleitet.
- Die Bestimmung des Kaufobjektes von der Bedarfsseite her, in ZfhF 1952, S. 97–109
- Die Bestimmung des Kaufobjektes von der Marktseite her in ZfhF 1953, S. 97–106
- Der Einkauf im Industriebetrieb in ZfhF 1954, S. 105–126

## Quelle
- Zeitschrift für handelswissenschaftliche Forschung, 1955, S. 299.
- Rheinische Strohzellstoff AG. RSZ Mitteilungen Nr. 4, Rheindürkheim, August 1955.

| Personendaten    | Personendaten     |
| ---------------- | ----------------- |
| NAME             | Weber, Arnold E.  |
| KURZBESCHREIBUNG | deutscher Manager |
| GEBURTSDATUM     | 20. Dezember 1897 |
| GEBURTSORT       | Düsseldorf        |
| STERBEDATUM      | September 1955    |